# Hotel górski „Encián”

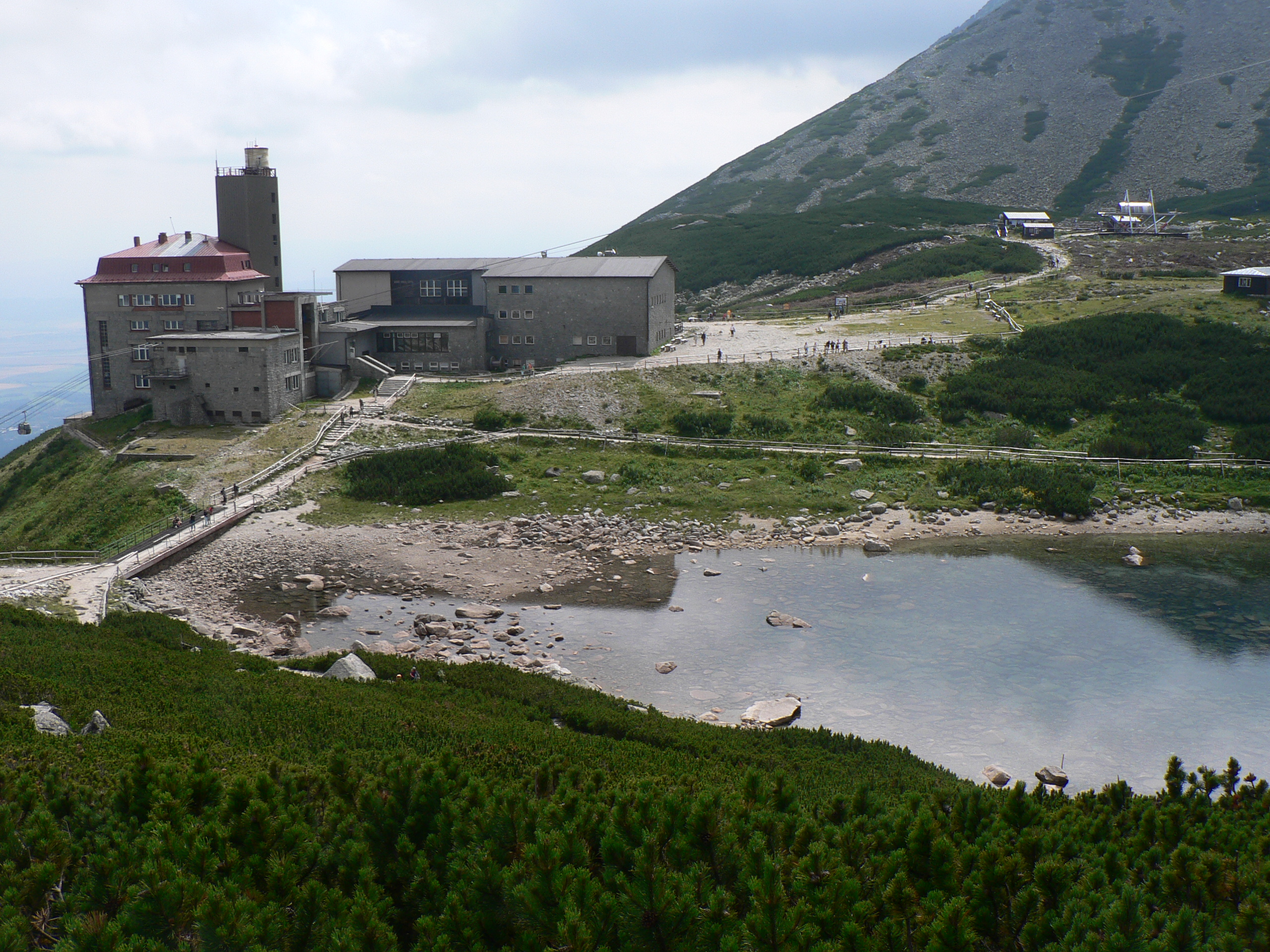
Hotel „Encián” i stacja kolejki

Hotel górski „Encián” (słow. Hotel Encián na Skalnatom plese) – hotel położony na wysokości 1752 m n.p.m., w stacji kolejki na Łomnicę w słowackich Tatrach Wysokich. Znajduje się w kilkupiętrowym budynku nad brzegiem Łomnickiego Stawu. W tym samym budynku jest restauracja.
W okolicy stawu od 1936 r. było stopniowo rozbudowywane niewielkie osiedle – oprócz stacji kolejki z hotelem mieści się tu obserwatorium astronomiczne, Schronisko Łomnickie, dolna stacja wyciągu pod Łomnicką Przełęcz i inne budynki. Dolina Łomnicka jest tłumnie odwiedzana przez cały rok – jest to jedno z miejsc najbardziej obciążających tatrzańską przyrodę.
Nazwa hotelu oznacza goryczkę (gencjanę), chronioną roślinę tatrzańską.

## Szlaki turystyczne
– zielony szlak od nieczynnej stacji kolejki przy hotelu „Praha” w Tatrzańskiej Łomnicy do Łomnickiego Stawu. Czas przejścia: 2:30 h, ↓ 1:45 h
  – niebieski od pośredniej stacji kolejki Start w dolnej części Doliny Łomnickiej do Doliny Huncowskiej, prowadzący przez Huncowską Ubocz, Rakuską Polanę i Niżnią Rakuską Przełęcz, a dalej z powrotem do Doliny Łomnickiej nad Łomnicki Staw.
- Czas przejścia od Startu na Rakuską Polanę: 1:30 h, ↓ 1 h
- Czas przejścia z polany nad Łomnicki Staw: 1:30 h, ↓ 1 h

  – znakowana czerwono Magistrala Tatrzańska, prowadząca od Schroniska Zamkovskiego w Dolinie Małej Zimnej Wody nad Łomnicki Staw, a stąd dalej przez Rakuski Przechód do Doliny Zielonej Kieżmarskiej.
- Czas przejścia od schroniska Zamkovskiego nad Łomnicki Staw: 1 h, ↓ 45 min
- Czas przejścia znad stawu do schroniska nad Zielonym Stawem: 2:05 h, z powrotem 2:55 h